# Livro Sexto
Livro Sexto – obra de Sophia de Mello Breyner Andersen, publicada em 1962, em que se encontra uma oscilação entre evocações de um espaço mítico (Creta, Babilónia) e do espaço quotidiano da vida real, cheio de solidão e insensibilidade humana. Aparece também o tema fundamental da Autora – a separação.
```
Pranto pelo dia de hoje

Nunca choraremos bastante quando vemos 
O gesto criador ser impedido 
Nunca choraremos bastante quando vemos 
Que quem ousa lutar é destruído 
Por troças por insídias por venenos 
E por outras maneiras que sabemos 
Tão sábias tão subtis e tão peritas 
Que nem podem sequer ser bem descritas 
```